# NGC 1326
NGC 1326 är en linsformad galax i stjärnbilden Ugnen. Den upptäcktes år 1837 av John Herschel.